# وایتراشتات
شهر وایتراشتات (به آلمانی: Weiterstadt) در ایالت هسن در کشور آلمان واقع شده‌است.